# Spathoglottis lane-poolei
Spathoglottis lane-poolei là một loài thực vật có hoa trong họ Lan. Loài này được R.S.Rogers miêu tả khoa học đầu tiên năm 1925.